# Benson Kiplangat
Benson Kiplangat (* 17. Juni 2003) ist ein kenianischer Leichtathlet, der sich auf den Langstreckenlauf spezialisiert hat.

## Sportlicher Werdegang
Erste internationale Erfahrungen sammelte Benson Kiplangat im Jahr 2021, als er bei den U20-Weltmeisterschaften in Nairobi in 13:20,37 min die Goldmedaille im 5000-Meter-Lauf gewann. Bei den Crosslauf-Weltmeisterschaften 2024 in Belgrad gewann er nach 28:14 min die Bronzemedaille im Einzelbewerb hinter dem Ugander Jacob Kiplimo und Berihu Aregawi aus Äthiopien. Zudem sicherte er sich die Goldmedaille in der Teamwertung.

## Persönliche Bestzeiten
- 5000 Meter: 13:02,74 min, 4. Mai 2023 in Nobeoka
- 10.000 Meter: 27:09,83 min, 26. November 2022 in Machida
- 10-km-Straßenlauf: 27:18 min, 29. Januar 2023 in Ibiza